# Mont Albert
Pour les articles homonymes, voir Mont Albert (Caroline du Nord) et Mont-Albert.
Le mont Albert est une montagne des monts Chic-Chocs localisée dans le parc national de la Gaspésie dans la région de Gaspésie–Îles-de-la-Madeleine au Québec au Canada. Il atteint une altitude comprise entre 1 151 et 1 154 mètres.

## Toponymie
Le 26 août 1845, le géologue Alexander Murray devint le premier à atteindre le sommet de la montagne. Puisque ce jour coïncidait avec l'anniversaire du prince Albert de Saxe-Cobourg-Gotha, époux de la reine Victoria, il lui donna le nom de « mont Albert » en son honneur,.

## Géographie

### Topographie

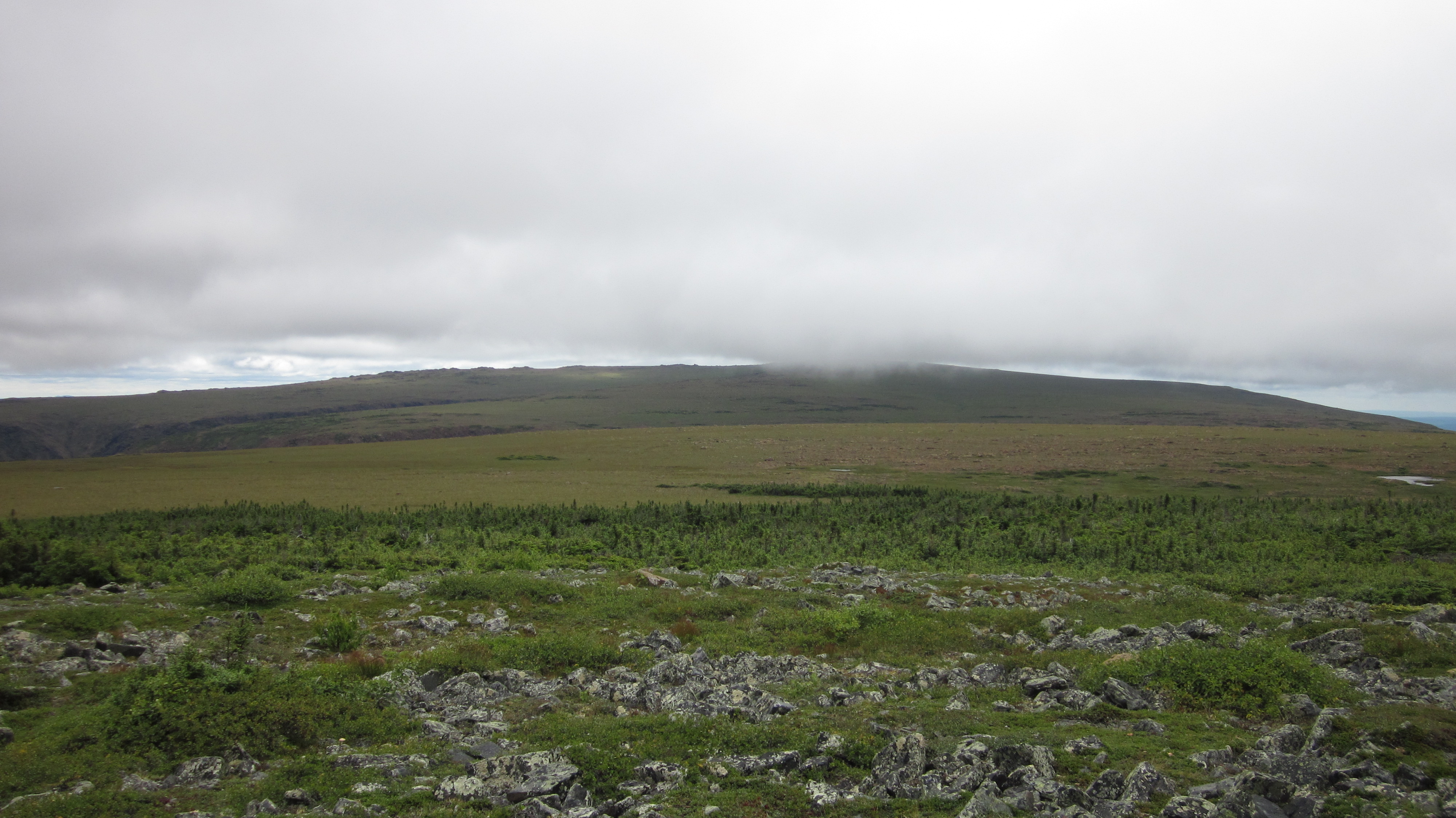
Sommet Albert Sud et table à Moïse vus de l'abri « Les Rabougris ».

Le sommet du mont Albert est un plateau de 13 km2 appelé la « Table à Moïse ». Ce plateau comprend deux sommets, le sommet Albert Nord (1 070 m) et le sommet Albert Sud (1 151 ou 1 154 m selon les sources),, situés à chacune des extrémités du plateau.

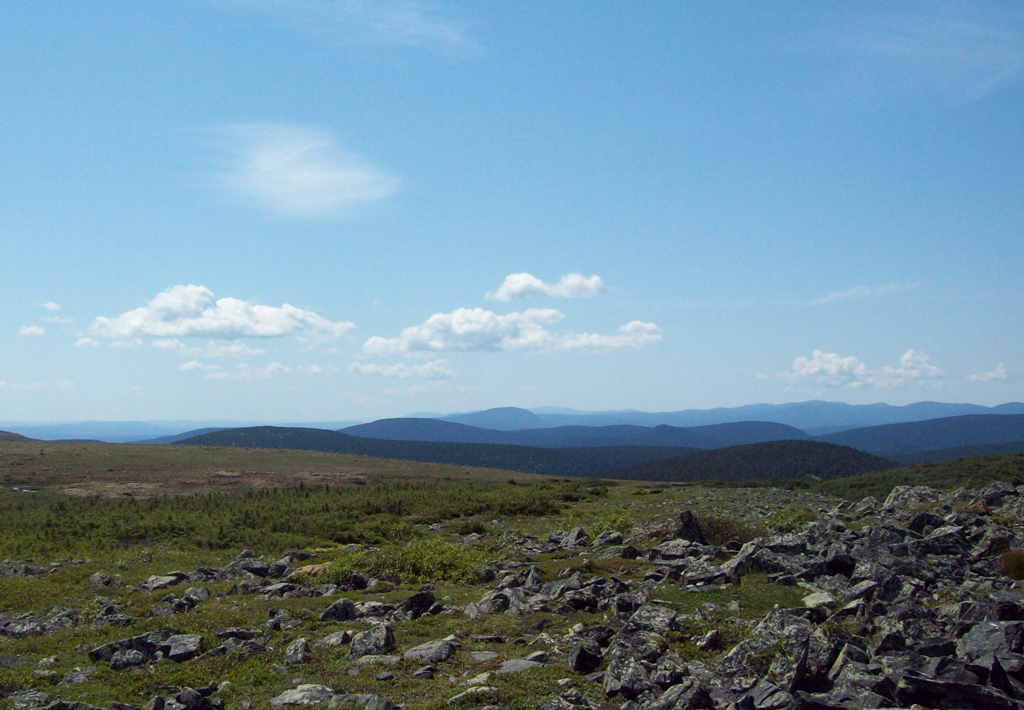
Plateau au sommet du mont Albert.
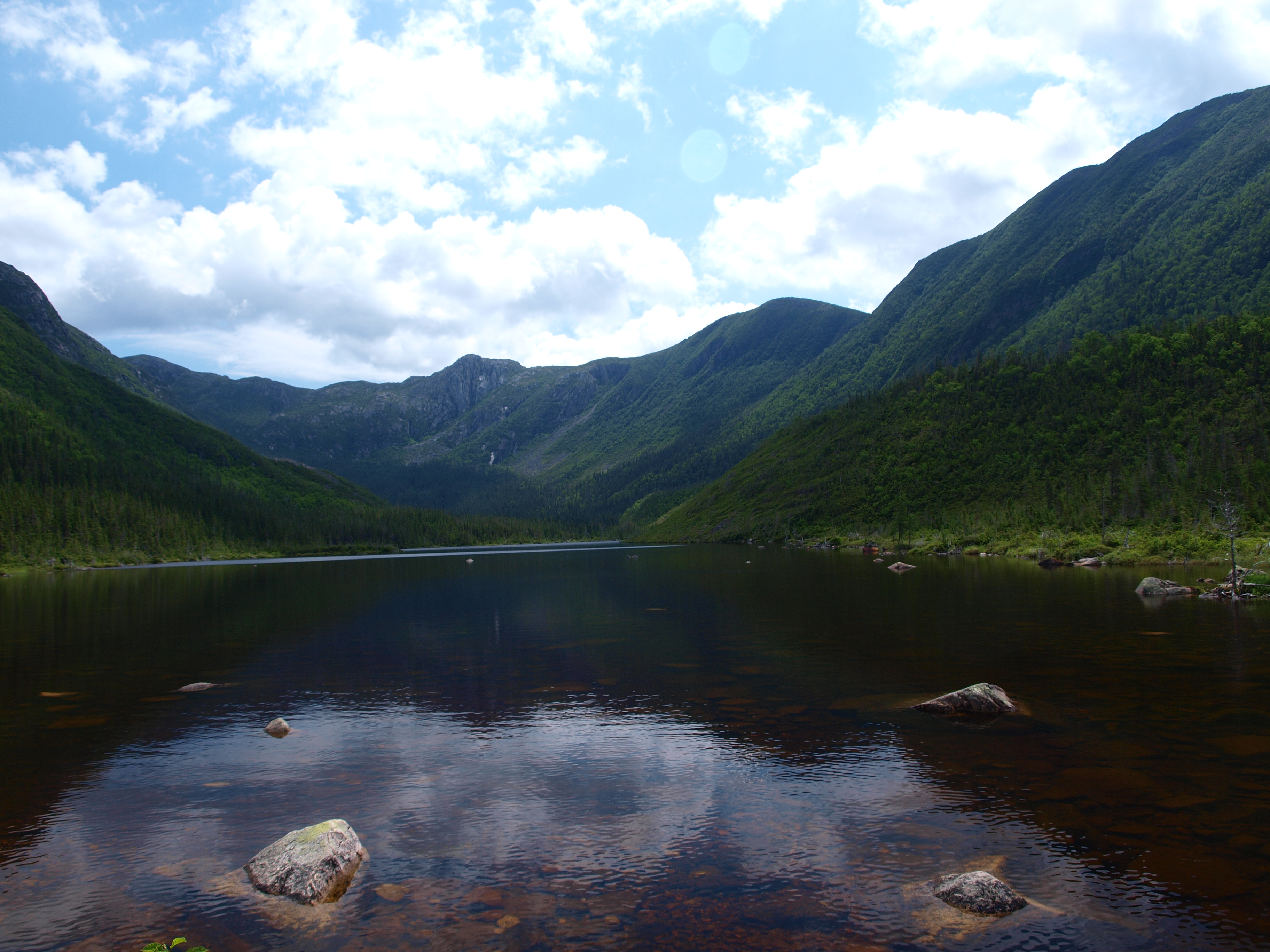
Le lac aux Américains.
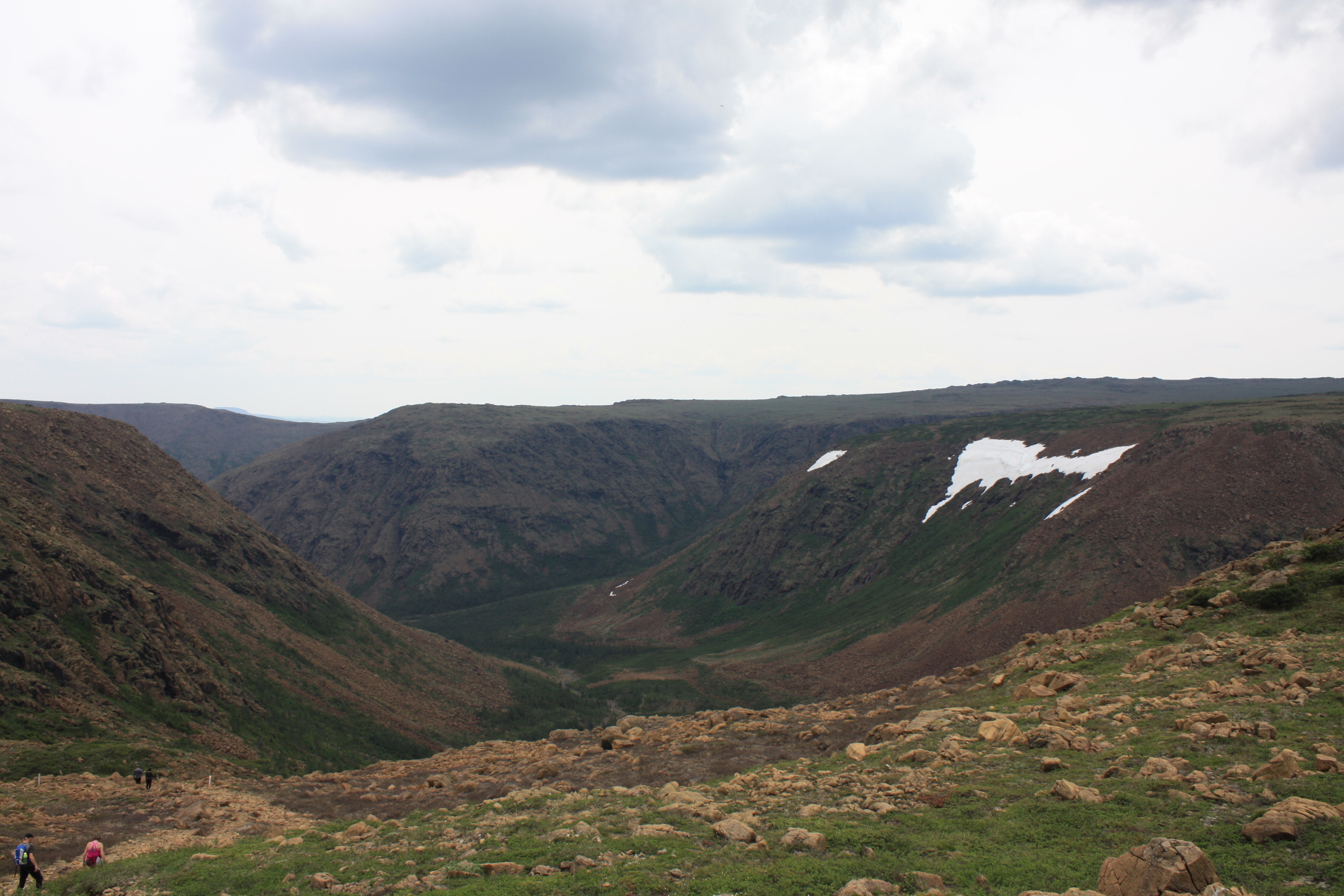
Grande Cuve du mont Albert.
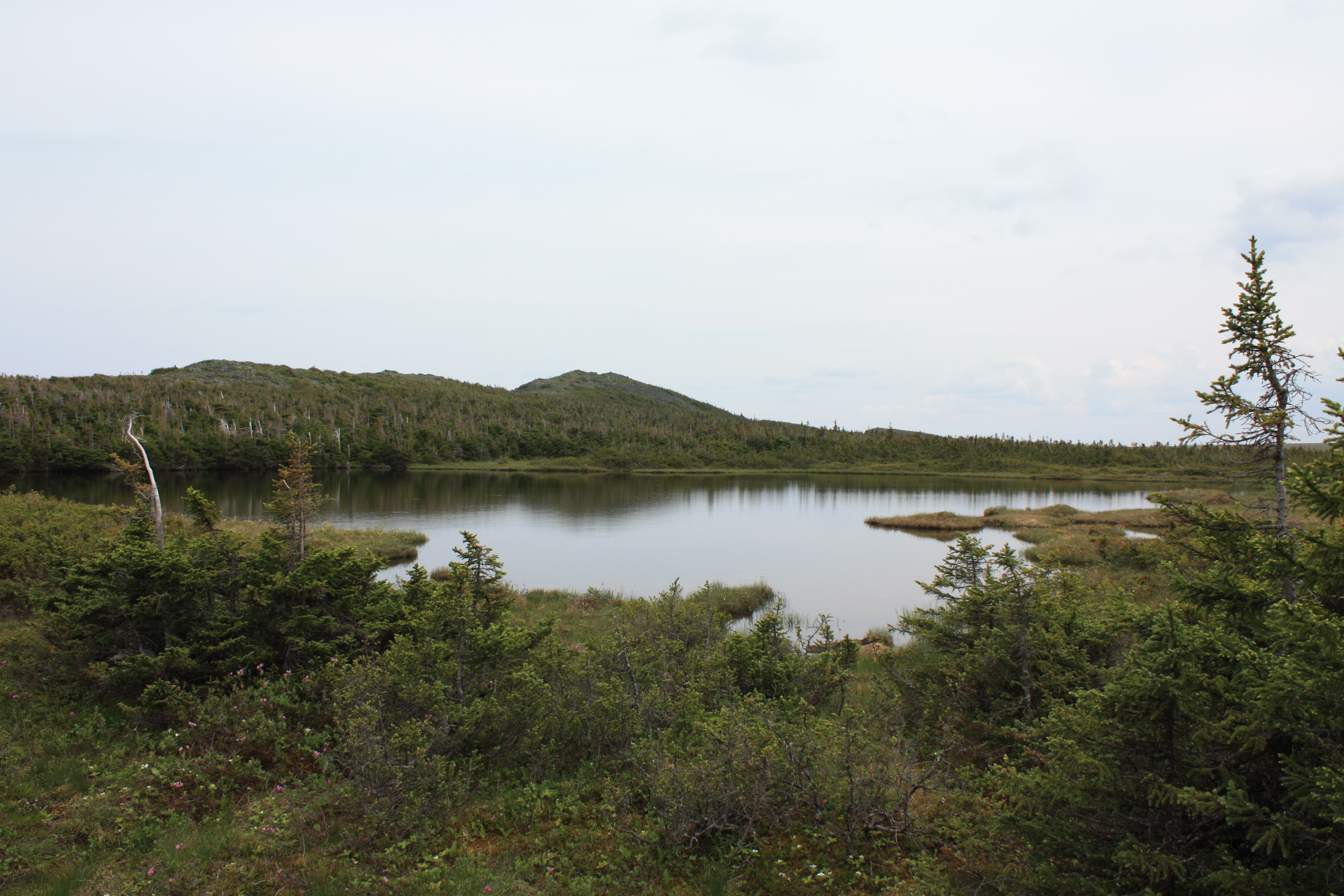
Lac situé sur le plateau au sommet du mont Albert.
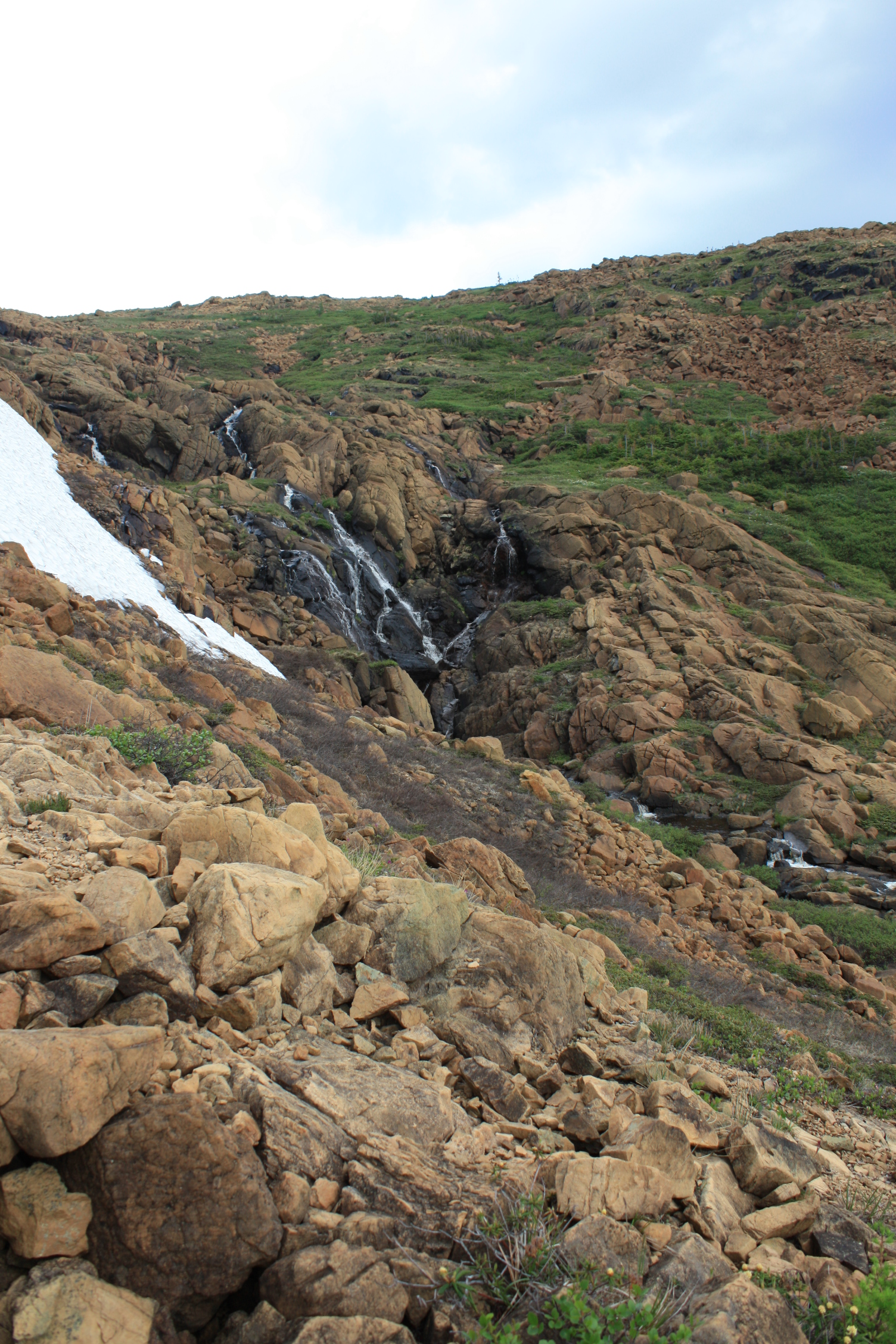
Manteau neigeux et chute dans la Grande Cuve du mont Albert.

### Géologie
La roche principale de la montagne, la serpentinite, provient de la croûte océanique et a été soulevée par la formation des Appalaches, il y a environ 480 millions d'années, lors de la fermeture de l'océan Iapétus. Sa dureté explique que le mont ait bien résisté à l'érosion.

### Faune et flore

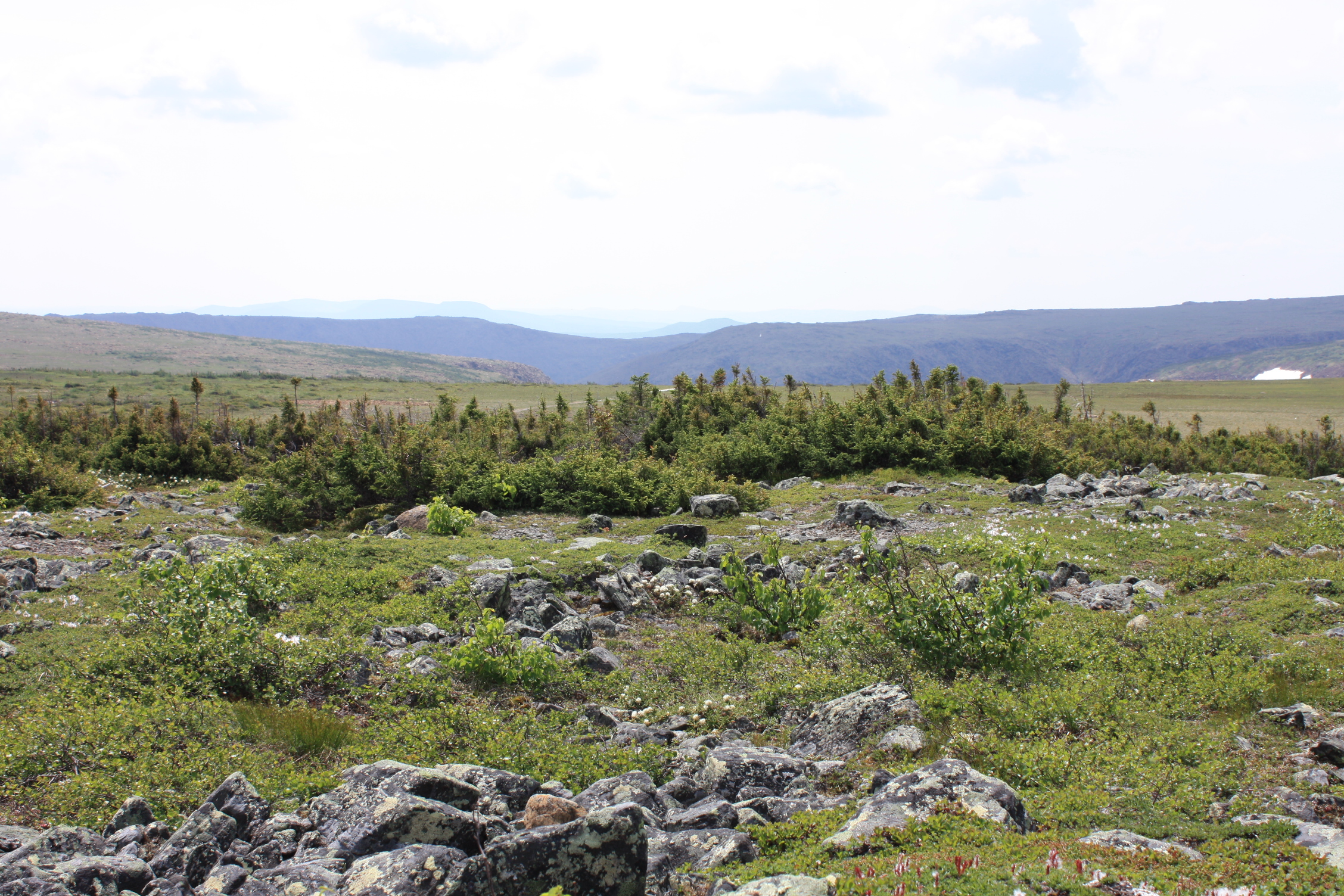
Arbustes sur le plateau au sommet du mont Albert.
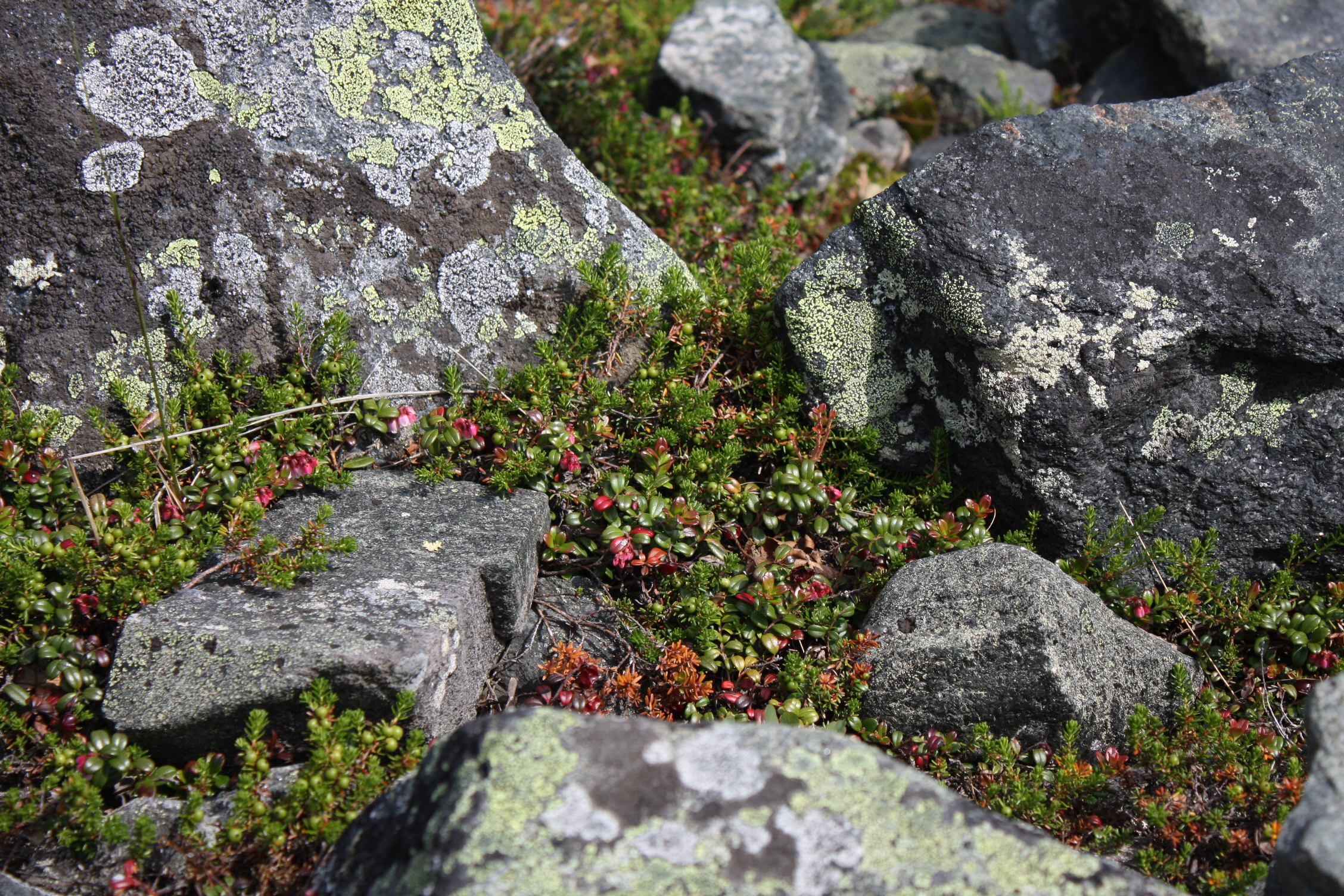
Flore sur le mont Albert.
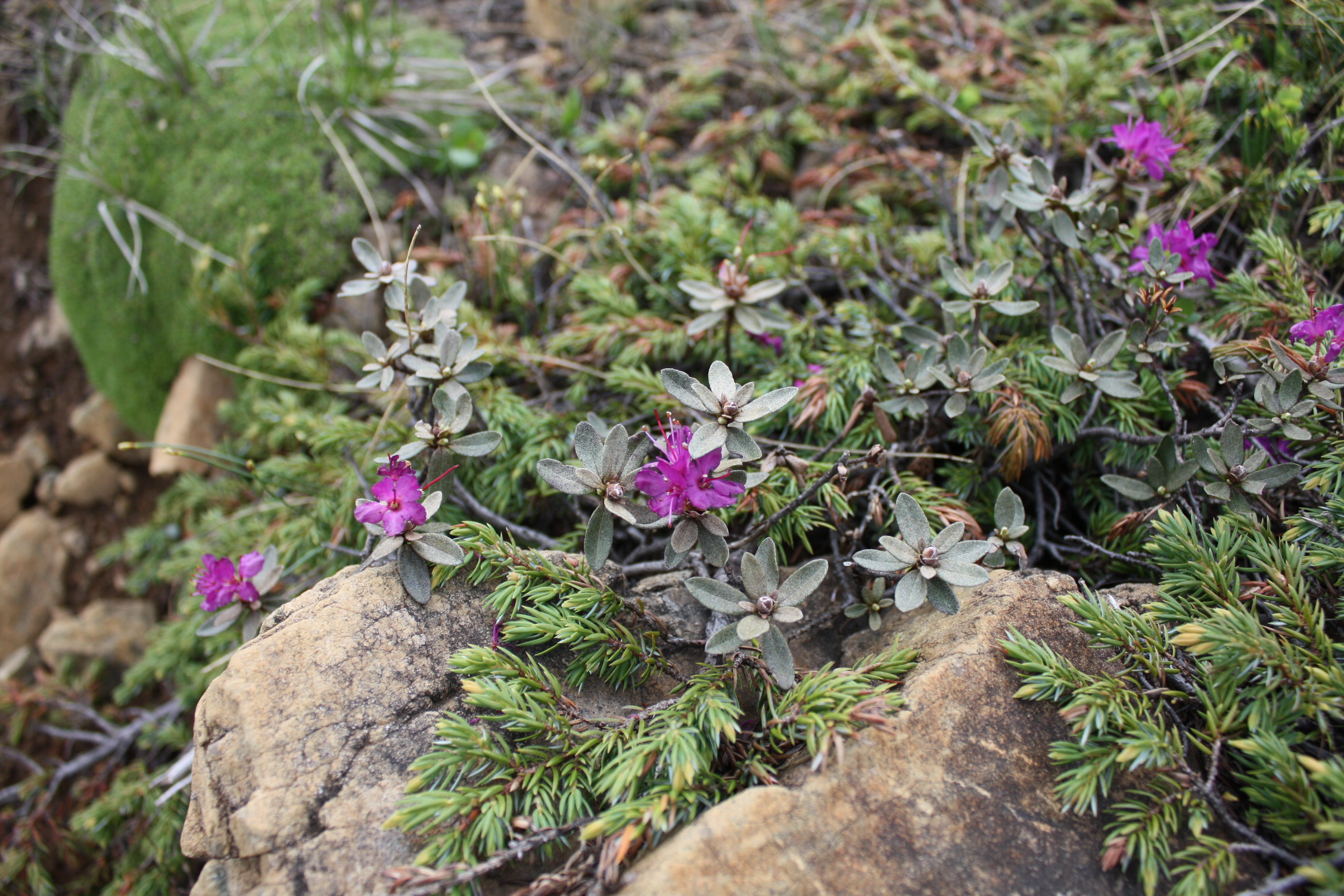
Flore dans la Grande Cuve du mont Albert.
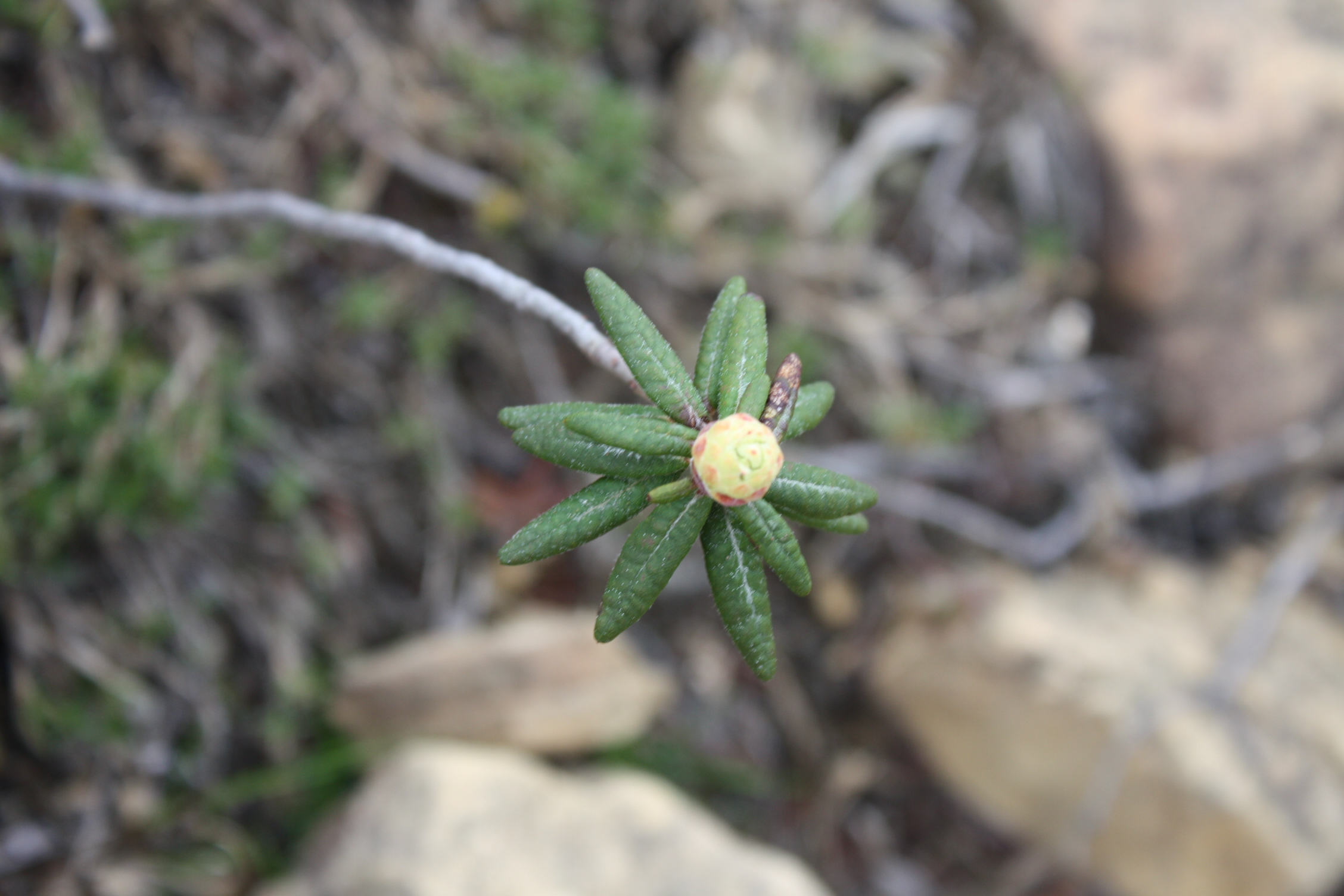
Plante dans la Grande Cuve du mont Albert.

## Protection environnementale
Le mont Albert est situé entièrement dans le parc national de la Gaspésie. La table à Moïse est aussi protégée par l'habitat floristique de la Serpentine-du-Mont-Albert. Cette aire protégée de 27,28 km2 a pour but de protéger l'habitat de quatre espèces très rares au Québec. Le plateau comprend deux espèces endémiques à la région du mont Albert, soit la verge d'or à bractées vertes (Solidago chlorolepis) et le saule à bractées vertes (Salix chlorolepis). Il comprend aussi la minuartie de la serpentine (Minuartia marcescens), qui est endémique au nord-est de l'Amérique du Nord, et l'une des deux populations de l'est du continent du polystic des rochers (Polystichum scopulinum).